# Unione Sportiva Reggina 1928-1929
Questa pagina raccoglie tutti i dati riguardanti l'Unione Sportiva Reggina nelle competizioni ufficiali della stagione 1928-1929.

## Stagione
Il calcio reggino rivide la luce nel 1928, dopo l'inattività seguita alla stagione 1926-1927. Nel 1927-1928 infatti il Reggio Football Club non disputò alcun campionato, non solo a causa di gravi problemi economici, ma anche in seguito alla sopravvenuta indisponibilità del proprio terreno di gioco (la "Lanterna Rossa"). Nel 1928 Salvatore "Tagì" Costantino riuscì a invogliare la famiglia Vilardi a rilevare le quote della società; tuttavia i troppi debiti del Reggio F.C. spinsero i Vilardi a creare l'"Unione Sportiva Reggina". La sede societaria venne trasferita in via Demetrio Tripepi; primo presidente dell'U.S. Reggina fu Giuseppe Vilardi. Il terreno di gioco per le partite casalinghe divenne il "Sant'Anna", inaugurato il 4 novembre 1928 contro il Vomero Napoli: per la prima volta in amaranto, la Reggina perse per 3-0.
In campionato la squadra, allenata inizialmente da Zanghi (poi esonerato) e successivamente da József Wereb, concluse al 5º posto, retrocedendo pertanto in Seconda Divisione.

## Rosa
| N. |                   | Ruolo | Calciatore       |
| -- | ----------------- | ----- | ---------------- |
|    | Italia (bandiera) | P     | Massara          |
|    | Italia (bandiera) | P     | Cesare Valinasso |
|    | Italia (bandiera) | D     | Angelo Sciuto    |
|    | Italia (bandiera) | D     | Mazzanti         |
|    | Italia (bandiera) | D     | Costantino II    |
|    | Italia (bandiera) | D     | Ferrero          |
|    | Italia (bandiera) | D     | Monaco           |
|    | Italia (bandiera) | D     | Gino Brunetta    |
|    | Italia (bandiera) | D     | Mozzanti         |
|    | Italia (bandiera) | C     | Armando Priolo   |

| N. |                   | Ruolo | Calciatore         |
| -- | ----------------- | ----- | ------------------ |
|    | Italia (bandiera) | C     | Domenico Murolo    |
|    | Italia (bandiera) | C     | Ferro              |
|    | Italia (bandiera) | C     | Demetrio Chirico   |
|    | Italia (bandiera) | C     | Corrado Zagni      |
|    | Italia (bandiera) | C     | Conti              |
|    | Italia (bandiera) | C     | Alfredo Costantino |
|    | Italia (bandiera) | C     | Guido Dossena      |
|    | Italia (bandiera) | A     | Montini            |
|    | Italia (bandiera) | A     | Giuseppe Di Leo    |
|    | Italia (bandiera) | A     | Pannuti            |

## Campionato
| Reggio Calabria 18 novembre 1928 1ª giornata | Reggina   | 1 – 1 | Tommaso Gargallo |  |
| \| \| \| \| \| Montini \| Marcatori \| ? \|  |           |       |                  |  |
|                                              |           |       |                  |  |
| Montini                                      | Marcatori | ?     |                  |  |

| Palermo 25 novembre 1928 2ª giornata | Indomita Palermo | 3 – 0 | Reggina |  |

| Reggio Calabria 9 dicembre 1928 3ª giornata | Reggina | 0 – 3 | Palermo |  |

| Reggio Calabria 16 dicembre 1928 4ª giornata                                     | Peloro    | 3 – 3          | Reggina |  |
| \| \| \| \| \| Celeste Giacomo Bonanno Toscano \| Marcatori \| Montini Di Leo \| |           |                |         |  |
|                                                                                  |           |                |         |  |
| Celeste Giacomo Bonanno Toscano                                                  | Marcatori | Montini Di Leo |         |  |

| Messina 23 dicembre 1928 5ª giornata                                  | Messina   | 2 – 2          | Reggina |  |
| \| \| \| \| \| Fidomanzo I Marzullo \| Marcatori \| Pannuti Di Leo \| |           |                |         |  |
|                                                                       |           |                |         |  |
| Fidomanzo I Marzullo                                                  | Marcatori | Pannuti Di Leo |         |  |

| Siracusa 6 gennaio 1929 6ª giornata | Tommaso Gargallo | 5 – 0 | Reggina |  |
| \| \| \| \| \| ? \| Marcatori \| \| |                  |       |         |  |
|                                     |                  |       |         |  |
| ?                                   | Marcatori        |       |         |  |

| Reggio Calabria 13 gennaio 1929 7ª giornata | Reggina   | 1 – 2 | Indomita Palermo |  |
| \| \| \| \| \| Priolo \| Marcatori \| ? \|  |           |       |                  |  |
|                                             |           |       |                  |  |
| Priolo                                      | Marcatori | ?     |                  |  |

| Palermo 20 gennaio 1929 8ª giornata                | Palermo   | 1 – 2          | Reggina |  |
| \| \| \| \| \| ? \| Marcatori \| Montini Di Leo \| |           |                |         |  |
|                                                    |           |                |         |  |
| ?                                                  | Marcatori | Montini Di Leo |         |  |

| Reggio Calabria 10 febbraio 1929 9ª giornata                                        | Reggina   | 3 – 2                   | Peloro |  |
| \| \| \| \| \| Montini Costantino Priolo \| Marcatori \| Bonanno Celeste Giacomo \| |           |                         |        |  |
|                                                                                     |           |                         |        |  |
| Montini Costantino Priolo                                                           | Marcatori | Bonanno Celeste Giacomo |        |  |

| Reggio Calabria 17 febbraio 1929 10ª giornata         | Reggina   | 1 – 1       | Messina |  |
| \| \| \| \| \| Pannuti \| Marcatori \| Fidomanzo I \| |           |             |         |  |
|                                                       |           |             |         |  |
| Pannuti                                               | Marcatori | Fidomanzo I |         |  |

## Statistiche

### Statistiche dei giocatori
| Giocatore     | Campionato Meridionale | Campionato Meridionale |
| Giocatore     | Presenze               | Reti                   |
| ------------- | ---------------------- | ---------------------- |
| G. Brunetta   | 5                      | 0                      |
| D. Chirico    | 1                      | 0                      |
| Conti         | 1                      | 0                      |
| A. Costantino | 8                      | 1                      |
| Costantino II | 2                      | 0                      |
| G. Di Leo     | 10                     | 3                      |
| G. Dossena    | 8                      | 0                      |
| Ferrero       | 2                      | 0                      |
| Ferro         | 3                      | 0                      |
| Massara       | 4                      | -10                    |
| Mazzanti      | 2                      | 0                      |
| Monaco        | 5                      | 0                      |
| Montini       | 10                     | 5                      |
| Mozzanti      | 5                      | 0                      |
| D. Murolo     | 9                      | 0                      |
| A. Priolo     | 10                     | 2                      |
| Pannuti       | 9                      | 2                      |
| A. Sciuto     | 8                      | 0                      |
| C. Valinasso  | 6                      | -13                    |
| C. Zagni      | 2                      | 0                      |